# Renda variável

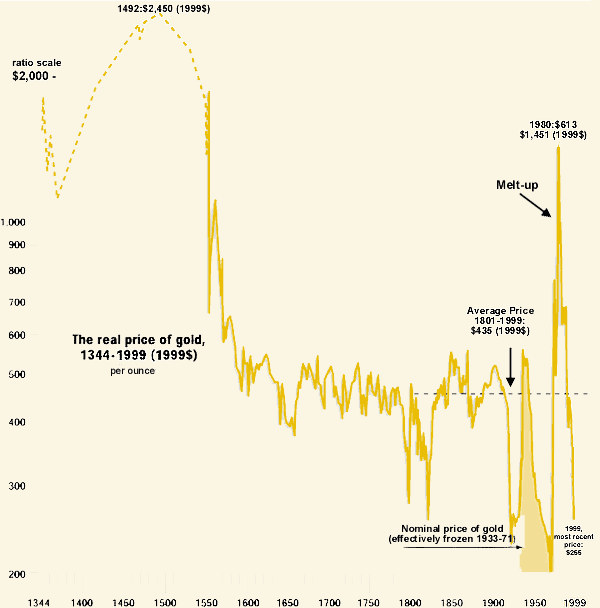
Histórico da cotação do ouro, considerado uma aplicação em renda variável

 Ativos de renda variável são aqueles cuja remuneração ou retorno de capital não pode ser dimensionado no momento da aplicação, podendo variar positivamente ou negativamente, de acordo com as expectativas do mercado. Os mais utilizados são: ações, fundos de renda variável (fundo de ação, multimercado e outros), quotas ou quinhões de capital, commodities (ouro, moeda e outros), derivativos (contratos negociados nas bolsas de valores, de mercadorias, de futuros e assemelhadas), e imóveis (FIIs, especulação e retorno de aluguéis).